# トップ40
トップ40は、音楽産業で、その時点に特定の音楽ジャンルにおいて最も人気の高い40曲の楽曲を指す表現。最もよく売れている、あるいは、最も頻繁に放送されているポピュラー音楽の楽曲群である。ヒットチャートは、伝統的に40曲から成っている。また、「トップ40」はラジオ・フォーマットのひとつである「コンテンポラリー・ヒット・ラジオ」の異称でもある。

## 歴史
プロデューサーのリチャード・ファザレー (Richard Fatherley) によれば、この形式を生み出したのはネブラスカ州オマハのKOWHにいたトッド・ストーツであったという。ストーツは、この形態を、ジュークボックスで繰り返し同じ曲がかけられることから着想した。この形式は、商業的に成功し、ストーツは父ロバートとともに、ストーツ・ブロードキャスティング・カンパニー (the Storz Broadcasting Company) 名義で、他の放送局を次々と取得して、トップ40形式を採用させた。1989年、トッド・ストーツは、ネブラスカ州放送連盟の殿堂入りを果たした
ラジオ・フォーマットの名称としての「トップ40」は、1960年に登場した。トップ40は、ラジオ局が独自に調査した結果である場合であれ、何らかの出版物によるものであれ、新たにリリースされた楽曲という点だけを共通点とした作成された楽曲のリストである。この形式の導入は、78回転のSP盤から7インチの45回転盤シングルへの移行と同時期のことであり、45回転盤は1949年に最初に導入された後、1954年に78回転盤の売り上げを上回り、1958年には完全に78回転盤を駆逐したのであった。したがって、トップ40は、45回転盤シングルの人気を計り、そのラジオでの放送回数を数えるものとなった。全国ネットワークを成していた一部のラジオ番組は、『American Top 40』のように、特定の音楽・芸能雑誌などにもとづく、最も高位にランクされた40曲のカウントダウンを中心に据えた。出版物で、「Billboard Hot 100」のように、40曲より多くの楽曲がリスト化されることもあったが、ラジオ番組では時間の制約から40曲しか放送できなかったため、「トップ40」という表現が徐々にポピュラー音楽に馴染んだものとなっていった。
1980年代以降には、45回転盤のほか、カセット・シングル、CDシングル、音楽配信、ストリーミングなど、多様なフォーマットが登場した。多くの音楽チャートは、これら新しいフォーマットの一部ないし全部を取り込むように、チャートの作成基準を変更した。
トップ40や、それに準じる形式の番組のディスクジョッキーの中には、様々なペイオラのスキャンダルに巻き込まれる者もいた。en:Mainstream Top 40も参照のこと。

## トップ40形式のチャート、番組
以下のチャートや番組は、トップ40の形式をとっている。
| 名称                               | 注記                                                                            |
| ---------------------------------- | ------------------------------------------------------------------------------- |
| American Top 40                    | アメリカ合衆国 ラジオ放送回数のカウントダウン                                   |
| エードライ・アオストリア・トップ40 | オーストリア 放送回数と売り上げ                                                 |
| ネーダラントス・トップ40           | オランダ 放送回数とストリーミング、ソーシャル・メディア                         |
| ウルトラトップ40                   | ベルギー ワロン語圏                                                             |
| Los 40 Principales                 | スペイン語圏のチャート                                                          |
| Take 40 Australia                  | オーストラリア                                                                  |
| 全英シングルチャート               | イギリス 売り上げとストリーミング BBC Radio 1で日曜日に発表する分がトップ40形式 |
| The Net 40                         | 世界中のユーザーが生み出すチャート                                              |
| J-AC TOP40                         | 日本 エフエム京都の邦楽トップ40カウントダウン番組                               |
| OVERSEAS TOP40                     | 日本 エフエム京都の洋楽トップ40カウントダウン番組                               |

## 関連文献
- Pete Battistini, "American Top 40 with Casey Kasem The 1970s", Authorhouse.com, January 31, 2005.  ISBN 1-4184-1070-5
- Susan Douglas, Listening In: Radio and the American Imagination (New York: Times Books, 1999)
- Durkee, Rob (1999). American Top 40: The Countdown of the Century. New York: Schriner Books. ISBN 0-02-864895-1
- Fisher, Mark (2007). Something in the Air: Radio, Rock, and the Revolution That Shaped a Generation. New York: Random House. ISBN 0-375-50907-0
- Ben Fong-Torres, The Hits Just Keep On Coming: The History of Top 40 Radio (San Francisco: Backbeat Books, 1998)
- Elwood F. 'Woody' Goulart, The Mystique and Mass Persuasion: Bill Drake & Gene Chenault’s Rock and Roll Radio Programming (2006)
- David MacFarland, The Development of the Top 40 Radio Format (New York: Arno Press, 1979)